# Polizeiruf 110: Blutige Straße
Blutige Straße ist ein deutscher Kriminalfilm von Dror Zahavi aus dem Jahr 2011. Es ist die 323. Folge innerhalb der Filmreihe Polizeiruf 110 und der 47. Fall für die halleschen Kommissare Schmücke und Schneider und der fünfte Fall für die Oberkommissarin Nora Lindner (Isabell Gerschke).
Herbert Schmücke liegt in der Klinik nach einer Schussverletzung vom vorherigen Fall Ein todsicherer Plan, während Schneider und Lindner sich um die Aufklärung des vermeintlichen Unfalltods einer Sekretärin beschäftigen.

## Handlung
Spät abends wird Sybille Bohse von einem Auto überfahren und ist auf der Stelle tot. Ein Zeuge ist davon überzeugt, dass dies mit Absicht geschah und so ermittelt die Mordkommission. Kommissar Schmücke hat sich von seiner Schussverletzung des letzten Falls noch nicht ganz erholt und befindet sich weiterhin in einer Klinik. Daher ermittelt Kommissar Schneider mit Oberkommissarin Lindner allein. Sie befragen zunächst Hans Bohse, den Ehemann des Opfers, der auffälligerweise einen Unfallschaden an seinem Volvo hat. Er erklärt, dass er und seine Frau eine sehr lockere Ehe führen und jeder seiner Wege gehen würde. Lindner spürt bei seinen Ausführungen eine gewisse Verbitterung.
Neben der Polizei ist auch die Presse sehr an diesem Fall interessiert, denn die Getötete war nach den Recherchen der Reporter durch wilde Sexpartys in „höheren“ Kreisen bekannt. Ehe Schneider und Lindner erste Anhaltspunkte finden, überschlagen sich die Ereignisse: Hans Bohse springt aus dem Fenster seiner Wohnung, was für ihn tödlich endet, und auf den Journalisten Walter Klaue wird ein Mordanschlag verübt. Der recherchiert seit einiger Zeit über die Machenschaften und Verstrickungen zwischen Lokalpolitik und Wirtschaft und hatte allem Anschein nach eine heiße Story in der Hinterhand. Dem neuen Staatsanwalt Ole Mahler sind diese Andeutungen der Sensationspresse zu vage und er ermahnt die Polizei, sachlich zu bleiben und solchen wilden Spekulationen nicht weiter Beachtung zu schenken. Nora Lindner lässt sich von dieser Meinung anstecken, denn sie hat sich in Mahler verliebt. Schneider will hingegen alle Möglichkeiten beleuchten.
Nachdem der Unfallwagen gefunden wird und dort die DNA-Spuren von Hans Bohse gefunden werden, geht die Polizei davon aus, dass er seine Frau aus Eifersucht überfahren und sich dann selbst umgebracht hat. Klaue ist mit viel Glück bei der Explosion seines Wohnwagens nur leicht verletzt worden, muss aber in der Klinik behandelt werden. Dort nutzt Schmücke die Chance und veranlasst, dass der Journalist mit bei ihm im Zimmer untergebracht wird. So kann er ihn „als verdeckter Ermittler“ ein wenig aushorchen.
Für Kommissar Schneider ist ein Mord aus Eifersucht wenig wahrscheinlich. Da Sybille Bohse bis vor kurzem Sekretärin bei dem „Baulöwen“ René Heintze war und sie dort von Heintzes illegalen Geschäften erfahren haben dürfte, erscheint es ihm wahrscheinlicher, dass die Frau durch ihren Tod zum Schweigen gebracht werden sollte. Schneider will für Heintzes Geschäftsräume einen Durchsuchungsbeschluss, um ihm die Korruption nachzuweisen, aber der Staatsanwalt verweigert ihm dies. Lindner kommen allmählich Zweifel an Mahlers Loyalität. Er ist der Sohn von Heiner Kern, einem Stadtrat, der nach den Anschuldigungen der Presse mit in Heintzes Geschäfte involviert ist. Nachdem der Journalist Klaue herausgefunden hat, dass seine Recherchen, die er dem Staatsanwalt Mahler übergeben hatte, von dem negiert werden mit der Behauptung, dieses Material nicht bekommen zu haben, entführt er Mahlers Vater, um den Staatsanwalt zur Ehrlichkeit zu bewegen. Er bestellt ihn zu einem Übergabeort, wo er zusammen mit Heintze erscheint, aber auch die Polizei auf ihn wartet. Lindner muss ihrem Geliebten erklären, dass die Spurensicherung beweisen kann, dass er das Unfallauto gefahren hat und die DNA von Hans Bohse dort nur zur Täuschung platziert wurde.
Staatsanwalt Ole Mahler wird festgenommen, ebenso wie René Heintze, dem man die Veruntreuung von Geldern in Millionenhöhe vorwirft und mit Klaues Recherchen auch beweisen kann.

## Hintergrund
Blutige Straße wurde von Saxonia Media Filmproduktion im Auftrag des MDR produziert und in Halle und Stassfurt gedreht. Am 30. Oktober 2011 erfolgte die Deutsche Erstausstrahlung im Ersten zur Hauptsendezeit.

## Rezeption

### Einschaltquote
Die Erstausstrahlung des Polizeiruf Blutige Straße am 30. Oktober 2011 wurde in Deutschland insgesamt von 7,33  Millionen Zuschauern gesehen. Damit wurde ein Marktanteil von 20,6 Prozent erreicht.

### Kritik
Rainer Tittelbach von tittelbach.tv bewertet diesen Polizeiruf sehr positiv und lobt ihn als einen „gut getimte[n], abwechslungsreiche[]n ‚Polizeiruf 110‘, der die Generationsunterschiede bestmöglich einsetzt, gewohnt bildstark von Dror Zahavi inszeniert, vorzüglich gespielt und nicht unspannend.“
Bei der Frankfurter Allgemeinen resümiert Heike Hupertz recht erheitert und meint: „Vor nicht allzu langer Zeit […] muss beim MDR jemand aufgewacht sein und die Operation ‚Frischer Wind‘ in Angriff genommen haben. Da jetzt beim Sender sowieso eiserne Besen kehren (sollen), mag man sich gedacht haben, ist die Gelegenheit günstig, eine paar alte Zöpfe mit abzuschneiden.“ Alles in allem ist ihrer Meinung nach „der bisher so behäbige ‚Polizeiruf‘ aus Halle […] nicht mehr wiederzuerkennen. Er zeigt Frische. Und das ist gut so.“
Die Kritiker der Fernsehzeitschrift TV Spielfilm vergaben eine mittlere Wertung (Daumen zur Seite) und befanden Blutige Straße sei „gut besetzt, aber doch sehr bedächtig erzählt“ und zogen als Gesamtfazit: „Wilde Bettgeschichte, schnarchig umgesetzt“.